# Estación de Bordils y Juyá
Bordils y Juyá (en catalán y según Adif Bordils-Juià) es un apeadero ferroviario situado en el municipio español de Bordils cerca de Juyá, en la provincia de Gerona, comunidad autónoma de Cataluña. Dispone de servicios de Media Distancia operados por Renfe.

## Situación ferroviaria
La estación se encuentra en el punto kilométrico 42,3 de la línea Barcelona-Cerbère en su sección Massanet-Massanas a Port Bou y Cerbère a 52,2 metros de altitud. El tramo es de vía doble y está electrificado.

## Historia
La estación fue inaugurada el 28 de octubre de 1877 con la puesta en marcha del tramo Gerona - Figueras de la línea que pretendía unir Barcelona con la frontera francesa. Las obras corrieron a cargo de la Compañía de los ferrocarriles de Tarragona a Barcelona y Francia o TBF fundada en 1875. En 1889, TBF acordó fusionarse con la poderosa MZA. Dicha fusión se mantuvo hasta que en 1941 la nacionalización del ferrocarril en España supuso la desaparición de todas las compañías privadas existentes y la creación de RENFE. 
Desde el 31 de diciembre de 2004 Renfe Operadora explota la línea mientras que Adif es la titular de las instalaciones ferroviarias.

## La estación
Está situada al sur de Bordils. Carece de edificio para viajeros y está dotado únicamente de bancos y de un pequeño refugio de reciente construcción. Cuenta con dos vías y dos andenes laterales. En el exterior existe un aparcamiento habilitado. 

## Servicios ferroviarios

### Cercanías
Bordils y Juyá es una estación de la línea RG1 de Cercanías de Gerona.

### Media Distancia
El tráfico de Media Distancia con parada en la estación tiene como principales destinos Barcelona, Portbou y Cerbère. 
| Línea MD | Trenes   | Origen/Destino |  | Destino/Origen  | Equivalente Rodalies de Catalunya |
| -------- | -------- | -------------- |  | --------------- | --------------------------------- |
| 33       | Regional | Barcelona      |  | Portbou Cerbère |                                   |